# Chiesa di Santa Maria del Garbo
La chiesa di Santa Maria del Garbo in Polcevera, conosciuta anche come santuario di Nostra Signora del Garbo, è un edificio religioso del quartiere genovese di Rivarolo. La sua comunità parrocchiale fa parte del vicariato di Rivarolo dell'arcidiocesi di Genova. La chiesa si trova in piazza del Garbo, nella frazione omonima, che sorge sulle alture del quartiere polceverasco, sul versante sinistro della valle del torrente Torbella.
L'edificio è sottoposto dal 1933 a vincolo di tutela da parte della soprintendenza.

## Storia

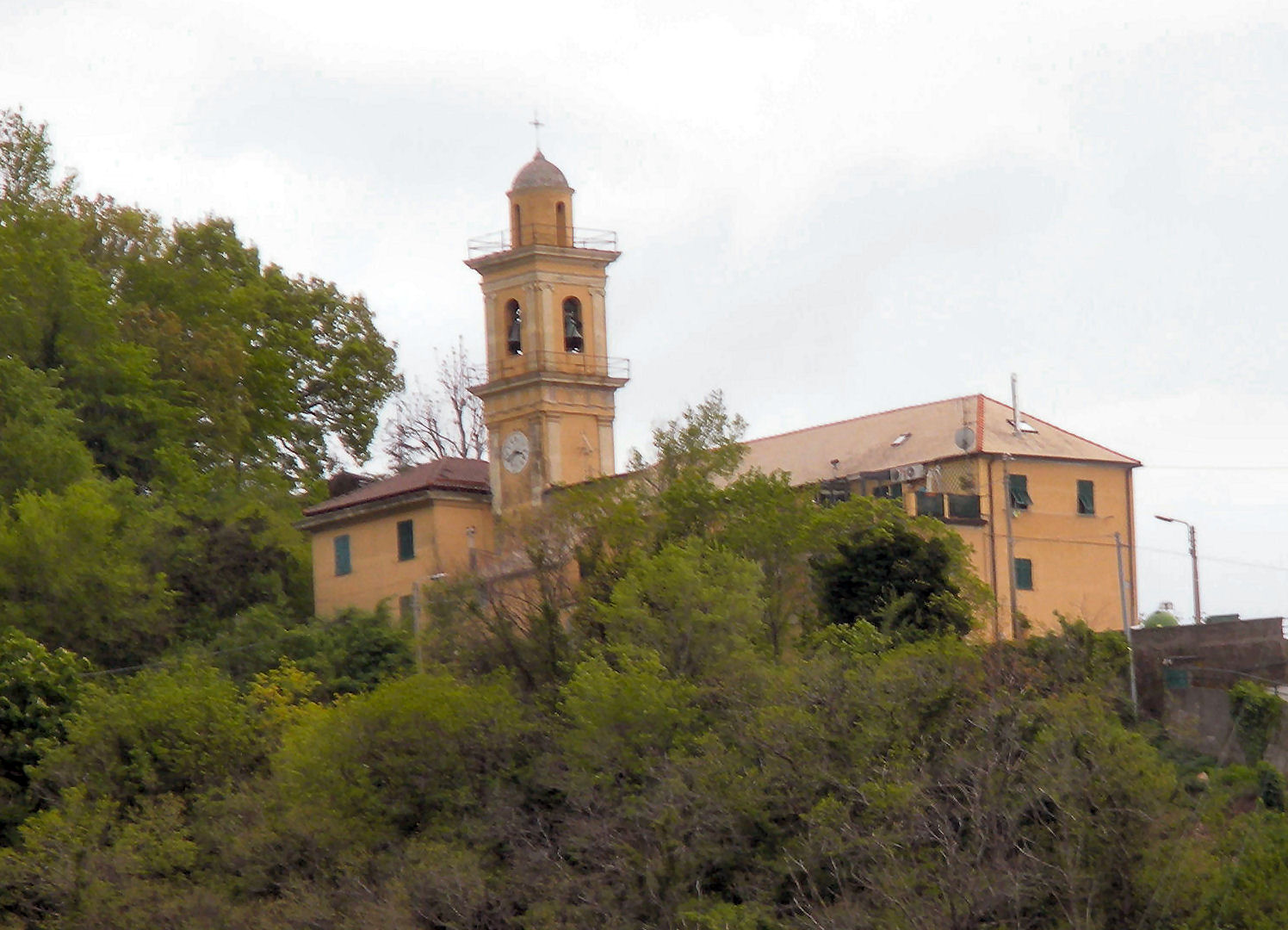
Altra immagine della chiesa

La chiesa di Santa Maria del Garbo è ritenuta il più antico santuario mariano della val Polcevera, ed è citata per la prima volta nei registri dell'arcidiocesi di Genova del 1365.
Una prima cappella si ritiene sia sorta dopo il 1323, quando molti cittadini per sfuggire alle lotte tra fazioni si trasferirono dal fondovalle ai vicini borghi di campagna. La sua costruzione sarebbe legata a una leggenda nata in quegli anni, secondo la quale un fanciullo avrebbe casualmente ritrovato nel cavo (garbo in genovese) di un vecchio castagno un'immagine della Madonna incisa su una tavoletta e la portò a casa, mettendola sotto chiave, ma il giorno dopo l'immagine ricomparve nuovamente nel cavo dell'albero.
Il fatto fu ritenuto prodigioso e sul luogo fu costruita la cappella, in cui venne collocata l'immagine (secondo altre fonti la cappella, dedicata a San Matteo, sarebbe stata invece preesistente alla nascita della leggenda).
L'evento diede al borgo una grande notorietà anche oltre i confini del Genovesato e il luogo divenne meta di pellegrinaggi. Grazie a un lascito testamentario del 1614, nel 1631 al posto della primitiva cappella fu costruita una vera e propria chiesa.
Nel 1724 fu eretto il campanile, poi rifatto nel 1881, quando l'intero complesso fu interamente ristrutturato. Nel corso di questa ristrutturazione furono risistemate anche le due sacrestie e affrescate le pareti interne da Giovanni Battista Traverso. La chiesa fu eretta in parrocchia nel 1931 dall'arcivescovo di Genova Carlo Dalmazio Minoretti.

## Descrizione
La chiesa è priva di una facciata domaninante, e vi si accede attraverso un porticato laterale a due fornici, aperto sulla piazza antistante.
L'interno, ad aula unica, ha l'abside semicircolare, la volta a botte e il pavimento in marmi policromi a disegni geometrici. Oltre alla storica immagine della Madonna, custodita in una edicola marmorea rinascimentale insieme ai resti del vecchio tronco di castagno, vi si trovano una statua in marmo della Madonna del 1791 di Francesco Maria Ravaschio (talora citato come Ravasco), collocata sopra l'altare, e le immagini dei dodici apostoli, scolpite nel 1850 dallo scultore tedesco Pitscheider, poste entro piccole nicchie nel presbiterio. L'altare, realizzato nel 1980, è costituito da una semplice mensa interamente in legno.